# Brice Jovial
Brice Jovial (* 25. ledna 1984) je bývalý francouzský fotbalový útočník reprezentující Guadeloupe, naposledy hrající za čínský klub Wuhan Zall P.F.C.
S guadeloupskou reprezentací se zúčastnil Gold Cupu 2011.